# Petr Benda (basketbalista)
Petr Benda (* 25. března 1982 Jihlava) je bývalý český basketbalista který hrál Národní basketbalovou ligu za tým ERA Basketball Nymburk. Hrál na pozici 4/5.
Je vysoký 204 cm, váží 100 kg.
Bývalý člen současného českého reprezentačního týmu.

## Kariéra
- 2001–2007 OHL A Plus ŽŠ Brno
- od 2007 ČEZ Basketball Nymburk

První basketbalové krůčky započal Petr Benda v rodné Jihlavě, jejíž barvy hájil až do svých devatenácti let. Z tehdejšího třetiligového celku si ho vytáhl do Brna Miroslav Pospíšil, který již v té době u něj zpozoroval talent. V průběhu šestiletého brněnského působení se Bendis, jak je mu přezdíváno, vypracoval mezi klíčové postavy A Plus, neboť dostával absolutní důvěru od Mikiho Pospíšila a hrával většinou celá utkání. Během sezóny 2006/2007 v brněnských barvách odehrál v průměru 35 minut na zápas, konta soupeřů průměrně zatížil 16,8 body a doskočil 11 míčů, navíc vybojoval bronzovou medaili na úkor Děčína.
Velké pocty se dostalo Bendovi nominací na Mistrovství Evropy 2007 ve Španělsku, i když nedokázal český výběr porazit Německo, Turecko ani Litvu, tak šestadvacetiletý Benda, hrající na pozici vyššího křídla nebo pivota, nezklamal. Po evropském šampionátu před ním stála velká výzva, neboť se upsal českému mistrovi z Nymburka na dva roky. Musel se smířit oproti brněnskému angažmá s menší vytížeností, ale i tak ve své první sezóně odehrál bezmála 24 minut na zápas a pyšnil se skvělou střelbou z pole 67 %. Pouze výjimečně scházela nymburská čtyřka v základní pětce výběru Muliho Katzurina, který se krom obhajoby titulu v Mattoni NBL a Českém poháru také zúčastnil poháru ULEB, v němž dosáhl výrazného úspěchu. V druhé nejprestižnější pohárové soutěži odehrál 12 zápasů, v nichž dosáhl průměru 9,6 bodů, 5,6 doskoků za bezmála 25 minut strávených na palubovce. Nejvydařenější utkání odehrál v Bologne a Liberci proti Turowu, když zaznamenal 14 bodů a doskočil 7, respektive 8 míčů.
Je ženatý a má dvě děti. Jeho manželkou je Marika (za svobodna Těknědžjanová), bývalá opora volejbalového KP Brno.